# Municipal Auditorium (Nouvelle-Orléans)
Pour les articles homonymes, voir Municipal Auditorium.

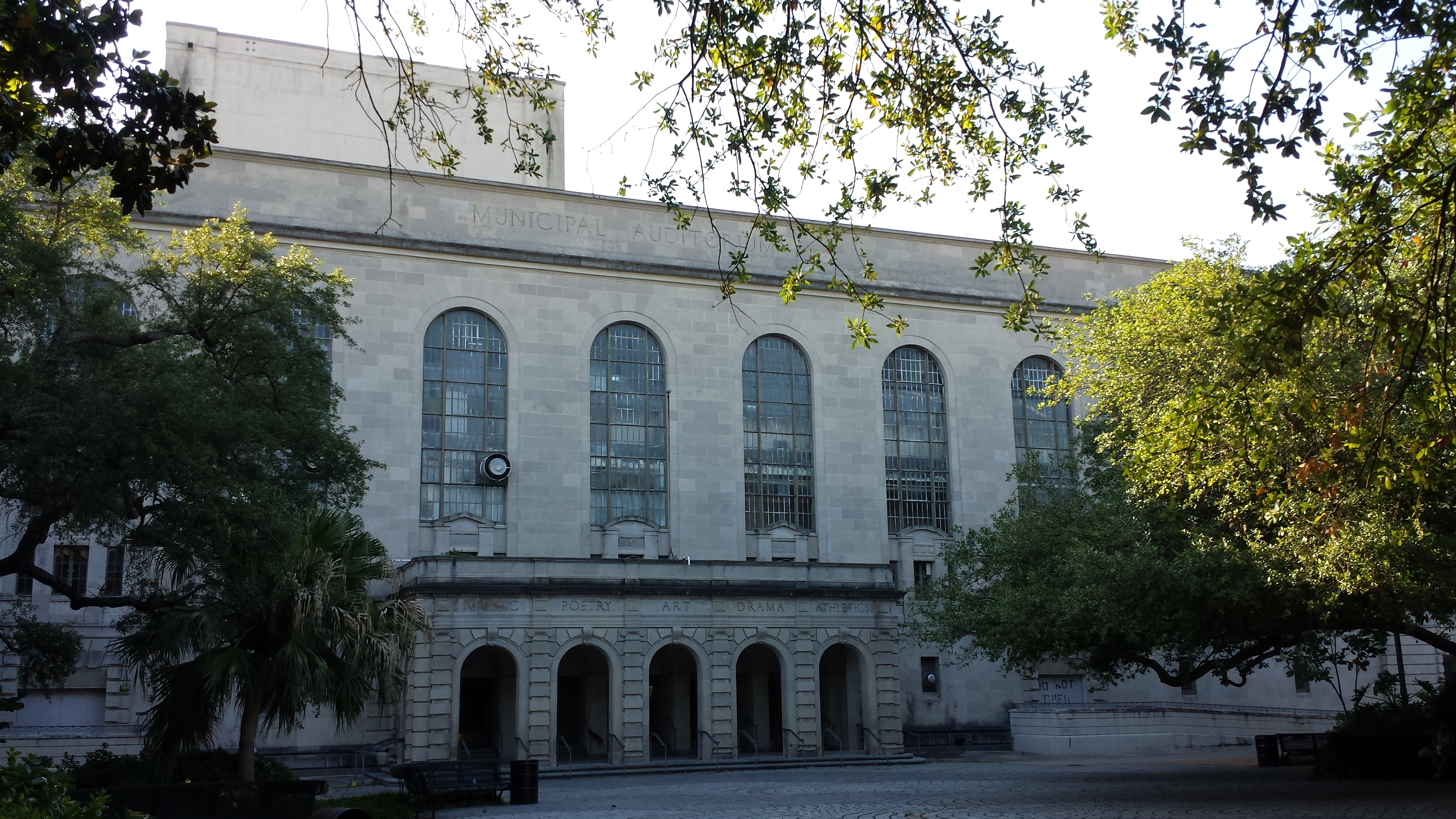
Municipal Auditorium de la Nouvelle-Orléans

Le Municipal Auditorium est une salle de spectacle situé à La Nouvelle-Orléans en Louisiane.